# Фридрих Диренмат
Фридрих Диренмат (Конолфинген 5. јануар 1921 – Нешател 14. децембар 1990) је био швајцарски писац и драматург. Био је заговорник епског позоришта чије су представе одражавале недавна искуства из Другог светског рата. Политички активан ауторски рад обухватао је авангардне драме, филозофске крими романе и језиву сатиру.